# 임진스카우트
미국의 합동참모본부와 육군대학, 지휘참모대학 등은 1966년 10월 5일부터 1969년 12월 3일까지 1,128일 동안 한반도 비무장 지대 분쟁을 제2의 한국전쟁(The Second Korean War), 비무장지대 전쟁(DMZ War). 비무장지대 분쟁(DMZ Conflict), 조용한 전쟁(Quiet War) 등으로 표현했다.  미 중앙정보국 (CIA) 등은 김일성의 1966년 10월 5일 제2차 노동당 대표자회에서 폭력투쟁 연설을 구체적 선전포고로 간주했다. 유엔 안전보장이사회에 보고된 정전협정 위반 사례가 1966년 총 50건에 불과했으나, 1967년 566건, 1968년 761건, 1969년 99건 등이 발생했다.
DMZ를 중심으로 치열한 교전이 벌어진 결과 한국군 299명, 주한미군 75명, 북한군 397명이 전사 처리됐으며, 10일에 7명 꼴로 희생자가 발생했다.  미 국방부는 1943년 이후 세계 2차대전을 포함 13개 지상전(Ground Battle)에 참가한 보병들에게 전투보병휘장(CIB)을 착용하도록 허용하고 있는데 제2의 한국전쟁이 포함됐다. 또 1968년 4월부터 1973년까지 임진강 이북에 근무한 전투병에 한해 교전수당을 지급해 사실상 전쟁 기준을 적용했다.

## 역사
북한 김일성 수상은 1970년 한반도를 적화 통일시킨다는 목표 아래 1967년을 대한민국에 지하당을 조직하고 유격 활동 가능성을 타진하며, 1968년과 1969년을 대한민국에 분란을 조성하는 준비 단계로 설정했다. 북한군은 1967년 3월 비정규전을 수행하기 위해 124군부대와 283군부대를 창설했다. 1968년 시도한 청와대 기습 사건과 울진·삼척 지구 침투 사건 등이 실패하자 1969년 1월 124군부대를 해체하고 특수8군단을 창설했다. 북한의 특작부대는 정찰여단과 경보병여단, 경보병대대, 상륙경보병여단, 공정경보병여단 형태로 예하 부대를 운영했다.
린든 B. 존슨 미국 대통령이 한국 방문을 마치고 귀국하던 1966년 11월 2일 제2의 한국전쟁 첫 희생양으로 주한미군 8명이 전사했다. DMZ 격돌 이외에 1968년에 벌어진 3개의 대형 격돌인 김신조 청와대 기습 사건, 푸에블로호 피랍 사건, 울진·삼척 무장 공비 침투 사건 그리고 1969년 미군 정찰기 EC-121 격추 사건 등 무력 충돌이 끊이지 않았다. 북한은 베트남 전쟁에 총력을 집중한 미국의 한반도 전선을 흔들어 놓기 위해 육·해·공군 병력을 총동원해 각종 게릴라 도발을 일삼았다.
<표1> 북한군 특수부대 규모
| 시기(연도) | 1969   | 1978   | 1982   | 1988    | 2004    | 2008    | 2020    |
| ---------- | ------ | ------ | ------ | ------- | ------- | ------- | ------- |
| 규모(명)   | 15,000 | 41,000 | 81,000 | 100,000 | 120,000 | 180,000 | 200,000 |

정전협정 체결 이후 미 제1해병사단 (1953-55), 미 제24보병사단(1955-57), 제1기병사단(1957-65), 제2보병사단 (1965-91)이 차례로 비무장지대 서부전선(Korea Western Corridor)을 방어했다. 이 과정에서 미2사단이 1965년 9월 한국형 특공대 시스템으로 임진스카우트(Imjin Scouts) 제도를 창설했다.
미2사단은 1965년 9월 경기도 파주 동파리 소재 캠프 싯먼에 고급전투훈련교육대(Advanced Combat Training Academy, ACTA)를 설립해 임진스카우트 요원들을 양성했다. 미2사단 산하 4개 전투부대에서 선발된 교육생들이 150명 씩 캠프 싯먼에 입교했다. 같은 해 12월 24일 수료식을 개최한 1기부터 기수 별로 262시간 동안 산악훈련과 독도법, 도하, 폭파, 통신, 북한군 노획물 AK-47 소총 조작법까지 배웠다. 교육을 받은 임진스카우트는 DMZ 임무에 투입됐다.
통상 임진스카우트는 군사분계선 이남, 임진강 이북의 비무장지대에서 수색정찰 임무를 수행하거나 북한군과 교전을 벌였던 미2사단 소속 전투요원을 가리켰다. 임진스카우트 이름의 부대가 존재하지 않았고, DMZ 임무를 수행한 전투병을 지칭했다. 미2사단 전투병이 ACTA 교육을 이수할 경우 임진스카우트 자격이 주어졌으나, 1967년부터 DMZ 수색 임무를 20차례 완수한 경우에 한해 수여됐다.
대부분 ACTA 이수생들이 DMZ 임무를 수행했기 때문에 차이는 없었지만, 전투병 이외에 의무병과 통신병, 방공포병, 공병 등은 별도로 주특기 훈련을 받고 수색대에 합류했다. 미2사단 규정 672-3은 임진스카우트 자격 요건을 상세히 규정하고 있다. 규정에 따르면 ACTA 교육을 이수하지 않았더라도 제반 요건을 갖추면 임진스카우트 인증서를 발급 받았다.
| 비무장지대     | 미2사단 | 4여단        | 38보병1대대 |
| 비무장지대     | 미2사단 | 4여단        | 23보병3대대 |
| 비무장지대     | 미2사단 | 3여단        | 38보병2대대 |
| 비무장지대     | 미2사단 | 3여단        | 9보병2대대  |
| 비무장지대     | 미2사단 | 3여단        | 32보병3대대 |
| 비무장지대     | 한국군  | 99연대전투단 | 99보병1대대 |
| 비무장지대     | 한국군  | 99연대전투단 | 99보병2대대 |
| 비무장지대     | 한국군  | 99연대전투단 | 99보병3대대 |
| -------------- | ------- | ------------ | ----------- |
| 임진강이남지역 | 미2사단 | 2여단        | 9보병1대대  |
| 임진강이남지역 | 미2사단 | 2여단        | 23보병2대대 |
| 임진강이남지역 | 미2사단 | 2여단        | 72전차1대대 |
| 임진강이남지역 | 미2사단 | 1여단        | 23보병1대대 |
| 임진강이남지역 | 미2사단 | 1여단        | 72전차2대대 |
| 임진강이남지역 | 미2사단 | 7기병4대대   |             |
| 임진강이남지역 | 미2사단 | 기동타격대   |             |
| 철원계곡       | 미7사단 | 3여단        | 31보병1대대 |
| 철원계곡       | 미7사단 | 3여단        | 31보병2대대 |
| 철원계곡       | 미7사단 | 3여단        | 32보병1대대 |
| 철원계곡       | 미7사단 | 3여단        | 32보병2대대 |
| 철원계곡       | 미7사단 | 1여단        | 17보병1대대 |
| 철원계곡       | 미7사단 | 1여단        | 17보병2대대 |
| 철원계곡       | 미7사단 | 1여단        | 73전차1대대 |
| 철원계곡       | 미7사단 | 1여단        | 10기병2대대 |
| 태국군         | 22중대  | 22중대       | 22중대      |

## 임무 및 역할

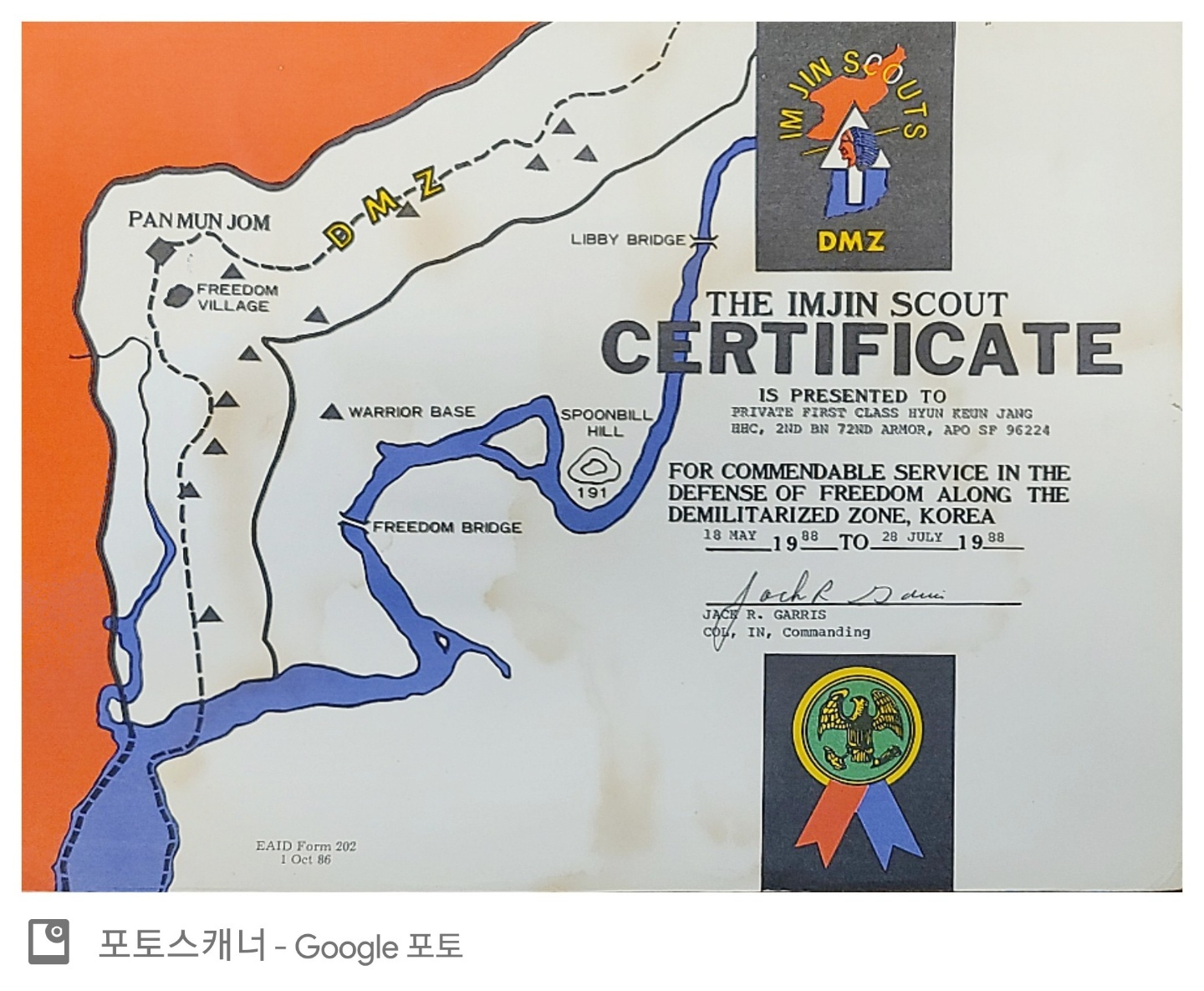

1966년 9월 부임한 찰스 H. 본스틸 유엔군사령관은 북한의 전쟁 개념이 전면전에서 비정규 게릴라전으로 바뀌었다는 사실을 간파했다. 이에 따라 한미 장교 24명으로 특수임무단을 구성해 ‘대침투게릴라 개념요구계획'(Counter Infiltration-Guerrilla Concept Requirements plan) 보고서를 완성했다.    보고서의 핵심 내용은 기존의 낡은 한국방어계획 대신 통합방어시스템과 감시초소(GP) 설치, DMZ 순찰 강화, 기동타격대 운영 등 4단계 방어망을 골자로 했다. DMZ 순찰 강화에 새로 양성된 임진스카우트 요원들을 적극 활용했다. 통합방어시스템에 따라 비무장지대 155마일에 걸쳐 철책선이 완공됐다.
아울러 미2사단 기동타격대로서 카투사 300명으로 구성된 대간첩중대(Counter Agent Company)를 창설했다. 베트남전쟁 '두코 전투의 영웅' 이춘근 대위를 초대 중대장으로 임명하고 육사 출신 엘리트 장교들이 소대장을 맡았다. 대간첩중대 5개 소대 가운데 3소대는 군복 대신 민간인 복장을 한 편의대 형태로 운영됐다. 이들은 2-3명 단위로 임진강 강변을 따라 조성된 마을 두포리, 마정리, 운천리 이장집에 민간인 하숙생처럼 기거하면서 첩보 활동을 벌였다. 수상한 동향을 발견하면 PRC-25 무전기를 통해 중대 상황실로 보고했다.
임진스카우트가 최전방 수비수로서 DMZ 철통 방어망을 구축하고, '리베로' 대간첩중대는 무장 헬기를 타고 후방까지 침투한 북한군을 소탕하는 방어 시스템은 크게 효과를 발휘했다. 북한이 124군을 비롯한 특수부대(특작부대)를 동원해 비정규 게릴라전을 감행했으나 북한의 달라진 전략에 대한 주한미군 방어전략을 넘어서지 못했다. 임진스카우트 시스템이 정착되면서 1968년 6월부터 11월까지 경기도 파주 미2사단 관할구역에 침투하다 적발된 북한군 27명 가운데 25명을 격퇴하거나 사살했다. 미2사단 작전장교 출신 역사학자 대니얼 볼거는 "새로운 유엔군사령부 전술이 먹혀들었다."고 평가했다.
미2사단 기동타격대 대간첩중대가 숱한 전과를 올렸지만 1968년 9월 19일 경기도 파주시 진동면 용산리 갈대밭에서 벌어진 '용산리대첩'은 주한미군 최고의 대간첩 작전으로 평가 받는다. 용산리대첩을 계기로 북한은 지상 침투를 포기하고 해상 침투 또는 땅굴 침투를 도모하게 됐다. 다음 달 발생한 울진.삼척 무장공비 침투 사건이 대표적 사례다.
같은 날 새벽 2시 30분 경기도 연천군 장남면 고랑포 일대로 침투한 북한군 5명과 치열한 교전을 벌인 결과 무장간첩 4명이 사살되고, 1명은 지뢰밭으로 도주하다 폭사했다. 북한군 침투조 전원을 몰살시킨 유일한 사례로 평가된다. 이 과정에서 박만득, 김상훈 병장이 현장에서 전사했고, 카투사 7명이 부상했다.
임진스카우트는 주한미군 2사단의 특공대 조직이었지만 비무장지대 특성상 카투사들의 역할과 비중이 막중했다. 북한군 포로를 심문하거나 대성동 주민및 한국군 부대와 접촉 과정에서 카투사는 없어서는 안 될 존재였다. 10여 명으로 구성된 수색대에 통역 요원으로 배치됐고, 고난도 저격수 임무 등에서도 탁월한 성과를 올렸다. 임진강 이북에 근무한 506보병연대 1대대 카투사의 경우 미군 군복에 '민정경찰'이라는 한국어 표식을 달았고, 정기 휴가에 10일이 추가됐다. 미군과 함께 근무하는 업무 형태 이외에 대간첩중대와 같이 한국군으로 구성된 경우 '김치 카투사', 99연대전투단처럼 미군 지휘관의 통솔을 받았지만 숙식을 따로 한 경우 '보리 카투사'라는 별칭도 생겨났다.

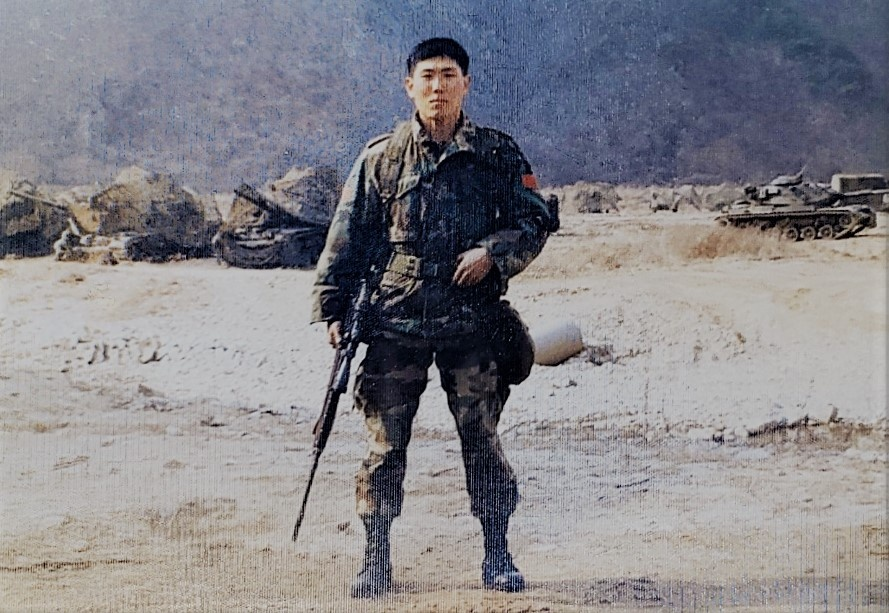
저격수 소총 M21을 들고 탱크 주변에 경계를 서고 있다

1960년대 후반 한반도 냉전체제는 임진스카우트와 북한군 특수8군단의 대결 구도로 압축됐다. 임진스카우트와 특수8군단의 대결은 임진스카우트의 판정승으로 결론 났다. 하지만 주한미군 최정예부대 임진스카우트는 1960년대 동시에 진행된 베트남전쟁에 가려 관심을 끌지 못했으며 박정희 정부의 과도한 언론통제 정책으로 대간첩작전 내용들이 제대로 알려지지 못했다.
북한군은 비무장지대 지상 침투를 포기하고 땅굴 지하침투와 해상침투, 제3국 우회 침투 등의 대안을 찾지 않으면 안 됐다.  북한군 특수8군단은 이렇다 할 성과를 내지 못하고 14년 만에 경보교도지도국에 통합되는 수모를 겪었다.
베일에 가려졌던 임진스카우트는 세계적인 팝스타 존 레논이 1972년 8월 미국 뉴욕의 매디슨스퀘어가든 공연에서 임진스카우트 군복을 입고 등장해 관심을 모았다. 미2사단 38보병 1대대에서 전역한 피터 제임스 라인하트가 독일 공항에서 우연히 만난 레논에게 자신의 군복을 선물하면서 유명세를 탔다. 이후 레논은 주요 공연과 방송 프로그램에 임진스카우트 군복을 즐겨 입고 나타났다. 이로 인해 26년 임진스카우트 역사상 가장 유명한 요원은 '레논 병장'(Sergeant Lennon)이라는 익살스러운 비유가 나올 정도였다.
1971년 미7사단이 철수하고 미2사단이 경기도 파주에서 동두천으로 이동하면서 미2사단 대간첩중대가 해체되고 해당 임무는 판문점 공동경비구역(JSA) 기동타격대(QRF)로 이양됐다. 임진스카우트 DMZ 임무는 기존의 전투부대들이 동두천과 파주를 오가면서 1991년 10월 1일까지 지속됐다. 하지만 1990년대 초 조성된 화해 무드를 타고 판문점 일대의 수색정찰 임무를 한국군 1사단과 JSA 경비대대가 맡으면서 미2사단 임진스카우트는 역사의 뒤안길로 사라졌다.

## 참고자료
- “‘제2의 한국전쟁’은 韓美 양국과 북한이 치른 전쟁”
- 문관현, 임진스카웃(정음서원, 2022).